# Dunavka Veliko Gradište
Dunavka Veliko Gradište (ancien code BELEX : DNVK) est une ancienne entreprise serbe dont le siège se trouvait à Veliko Gradište. Elle travaillait dans le secteur agroalimentaire et, plus précisément, dans la fabrication d'huiles alimentaires. Fondée en 1938, ella a fait faillite en 2012.

## Histoire
Dunavka Veliko Gradište a été admise au libre marché de la Bourse de Belgrade le 23 mars 2004 ; elle en a été exclue le 3 juillet 2012. La société a été mise en faillite.

## Activités
Dunavka produisait des huiles alimentaires à partir du tournesol.

## Données boursières
Le 3 juillet 2012, date de sa dernière cotation, l'action de Dunavka Veliko Gradište valait 1 364 RSD (12,22 EUR),. Elle a connu son cours le plus élevé, soit 8 000 RSD (71,70 EUR), le 8 mai 2007 et son cours le plus bas, soit 111 RSD (0,99 EUR), le 16 octobre 2003.